# Реология дисперсных систем
Реология дисперсных систем — раздел реологии, изучающий деформации и текучесть дисперсных систем (суспензий, паст, аэрозолей и других коллоидных систем). Реология дисперсных систем включает в себя также гемореологию, реологию почв. Свойства дисперсных систем (вязкость, текучесть, предел текучести, устойчивость и т. д.) в значительной степени зависят от свойств межфазных границ, дисперсности, наличия ПАВ. Законы реологии дисперсных систем играют важную роль в промышленности (в производстве керамики, цемента), пищевой промышленности, медицине.